# Danh sách hãng hàng không Mỹ
A B C D E F G H I J K L M N O P Q R S T U V W X Y Z

## A
- ABX Air
- Aero Contractors
- Air Cargo Carriers
- Air East
- Air Evac
- Air Gumbo
- Air Midwest
- AirNet Express
- AirNow
- Air Sunshine
- Air Tahoma
- AirTran Airways
- Air Transport International
- Air Wisconsin
- Alaska Airlines
- Alaska Central Express
- Alaska Seaplane Service
- Allegiant Air
- Aloha Airlines
- Alpine Air Express
- American Airlines
- American Connection
- American Eagle Airlines
- America West Airlines (nhánh của US Airways)
- Ameriflight
- Amerijet International
- Ameristar Air Cargo
- Ameristar Jet Charter
- Arctic Circle Air Service
- Arctic Transportation Services
- Arrow Air
- Astar Air Cargo
- ATA Airlines
- Atlantic Southeast Airlines
- Atlas Air
- Avantair
- Awesome Airlines

## B
- Baron Aviation Services
- Bemidji Airlines
- Bering Air
- Berry Aviation
- Bighorn Airways
- Big Island Air
- Big Sky Airlines
- Blackstar Airlines
- Blue Moon Aviation
- Boston-Maine Airways (Pan Am Clipper Connection (Pan Am III))

## C
- Cape Air
- Capital Cargo International Airlines
- Cargo 360
- Caribbean Sun
- Castle Aviation
- Centurion Air Cargo
- Chalk's International Airlines
- Champion Air
- Chautauqua Airlines
- Colgan Air
- Colorado Airways
- Comair
- CommutAir
- Compass Airlines
- Continental Airlines
- Contract Air Cargo
- Corporate Air
- Critical Air Medicine
- Crystal Airways
- CSA Air
- Custom Air Transport

## D
- Delta Air Lines
- Diamond International Airlines
- Direct Air

## E
- Empire Airlines
- Eos Airlines
- Era Aviation
- Evergreen International Airlines
- Everts Air Cargo
- ExpressJet Airlines
- Express.Net Airlines

## F
- Falcon Air Express
- FedEx Express
- Festival Airlines
- Fine Air
- Flight Alaska
- Flight Express
- Flight International Aviation
- Flightline Aviation
- Flightline Inc
- Florida Coastal Airlines
- Florida West International Airways
- FlyHawaii Airlines
- Focus Air Cargo
- Freedom Airlines
- Freight Runners Express
- Frontier Airlines
- Frontier Flying Service
- FS Air Service

## G
- Gemini Air Cargo
- go!
- GoJet Airlines
- Grand Aire Express
- Grand Canyon Airlines
- Grant Aviation
- Great Lakes Airlines
- Gulfstream International Airlines

## H
- Hageland Aviation Services
- Harris Air
- Hawaiian Airlines
- Heli USA
- Horizon Air
- Hornet Airlines

## I
- IBC Airways
- Icon
- I-Jet Caribbean
- ImagineAir
- Inland Aviation Services
- Island Air
- Island Airways

## J
- JetBlue Airways
- Justice Prisoner and Alien Transportation System

## K
- Kalitta Air
- Kalitta Charters
- Kenmore Air
- Key Lime Air
- Kitty Hawk Aircargo

## L
- L.A.B. Flying Service
- Louisiana Airways
- Lynden Air Cargo
- Lynx Air International

## M
- Martinaire
- MAXjet Airways
- Merlin Airways
- Mesa Airlines
- Mesaba Airlines
- Mexus Airlines
- Miami Air International
- Mid-Atlantic Freight
- Midwest Airlines
- Midwest Connect
- Mokulele Airlines
- Millennium Aviation
- Mountain Air Cargo
- Murray Air

## N
- Nantucket Airlines
- National Air Cargo
- New England Airlines
- North American Airlines
- Northeast Airlines
- Northern Air Cargo
- Northwest Airlines

## O
- Omni Air International

## P
- Pace Airlines
- Pacific Wings
- Pen Air
- Piedmont Airlines
- Pinnacle Airlines
- Polar Air Cargo
- Premium Executive Transport Services
- Presidential Airways
- Primaris Airlines
- PSA Airlines

## R
- RegionsAir
- Republic Airlines
- Ryan International Airlines

## S
- Salmon Air
- Scenic Airlines
- Shuttle America
- Sierra Pacific Airlines
- Skagway Air Service
- Skybus Airlines
- Sky King
- SkyValue
- Skyway Airlines
- Skyway Enterprises
- SkyWest
- Southern Air
- Southwest Airlines
- Spirit Airlines
- Sportsflight Airways
- Sun Country Airlines
- Sundance Air
- Sunship1 Airlines
- Superior Aviation
- Swift Air

## T
- Ted
- Tepper Aviation
- Tradewinds Airlines
- TradeWinds Cargo
- Transatlantic International Airlines
- Trans-Florida Airlines
- Trans States Airlines

## U
- United Airlines
- United Parcel Service
- USA 3000 Airlines
- US Airways
- USA Jet Airlines
- US Helicopter

## V
- Victory Air Transport
- Virgin America
- Vision Airlines

## W
- Wagner Airways
- West Air
- Western Express Air
- Wiggins Airways
- Wings of Alaska
- World Airways
- World Jet

## X
- Xtra Airways